# Ступин, Максим Алексеевич
Максим Алексеевич Ступин (род. 11 мая 2000, Москва) — российский пловец, мастер спорта России международного класса, член сборной команды России. Бронзовый призёр летней Универсиады 2019 года. Участник летних Олимпийских игр 2021 года. Многократный победитель и призёр чемпионатов и Кубков России по плаванию, международных соревнований «Кубок Владимира Сальникова». Специализируется на дистанциях 200 и 400 метров комплексным плаванием.

## Биография
Родился 11 мая 2000 года в Москве. Начал заниматься плаванием под руководством тренера Л. И. Короткова, затем стал тренироваться у Д. Г. Лазарева.
В 2018 году стал чемпионом России на дистанции 400 м комплексом, чемпионом Европы среди юниоров в Хельсинки на дистанции 400 м комплексом. Участвовал в чемпионате Европы в Глазго на дистанциях 200 м на спине (в квалификации), 200 м комплексом (в полуфинале) и 400 м комплексом (7 место).
В 2019 году выиграл чемпионат России на дистанции 400 м комплексом, стал бронзовым призёром летней Универсиады в Неаполе на дистанции 400 м комплексом, получил звание «Мастер спорта России международного класса».
В 2021 году принял участие в чемпионате Европы в Будапеште на дистанциях 200 м на спине (в квалификации), 200 м комплексом (в полуфинале) и 400 м комплексом (8 место). Затем участвовал в летних Олимпийских играх в Токио на дистанциях 200 и 400 м комплексом (в квалификации), а также в чемпионате Европы на короткой воде в Казани на дистанции 400 м комплексом (4 место). В ноябре 2021 года выиграл чемпионат России на короткой воде на дистанции 400 м комплексом.

## Результаты
- Чемпион России 2018 (400 м комплекс)[1], 2019 (400 м комплекс)[4]
- Чемпион России на короткой воде 2021 (400 м комплекс)[9]
- Серебряный призёр чемпионата России короткой воде 2021 (200 м комплекс)[9]
- Серебряный призёр Игр Дружбы 2022 (400 м комплекс)[10]
- Серебряный призёр Всероссийской Спартакиады 2022 (400 м комплекс)[11]
- Серебряный призёр чемпионатов России 2022 (400 м комплекс)[12], 2023 (400 м комплекс)[13]
- Бронзовый призёр чемпионата России 2023 на короткой воде (200 м комплекс)[14]